# Kanadensisk gaeliska
Kanadensisk gaeliska (Gàidhlig Chanaideanach) är en dialekt av skotsk gaeliska som talas på Kap Bretonön och isolerade enklaver i övriga Nova Scotia. Språket talas också i mindre grad på Prince Edward Island, och av utvandrade gaeler som bor i stora kanadensiska städer som Toronto. Då språket hade sin största utbredning i Kanada under mitten av 1800-talet, var gaeliska det mest talade språket efter engelska och franska Användningen av språket har sjunkit drastiskt den senaste tiden, och dialekten är nästintill utdöd, men nyligen så har det gjorts försök på att återuppliva den.

## Historia

### Tidig användning
1621 lät kung Jakob VI av Skottland sjöfararen William Alexander upprätta den första skotska kolonin. Den utvandrande gruppen av högländare, som alla talade gaeliska, slog sig ned vid Port Royal, på Nova Scotias västra kust, men kolonin misslyckades innan ett år hade gått. Senare försök på att återupprätta kolonin gavs upp 1631 efter att Saint-Germain-en-Laye-fördraget förde Nova Scotia tillbaka till fransk kontroll.
1670 gavs Hudson's Bay Company territoriell överhöghet över Ruperts land, vilket var alla nordamerikanska områden med floder som rinner ut i Hudson Bay, runt 3,9 miljoner km² (ett område större än Indien). Många av handelsmännen var från Orkneyöarna och Skottland, och de senare tog med sig gaeliskan. De som gifte med den lokala urbefolkningen (First Nations) förde språket vidare, så att det i mitten av 1700-talet fanns ett stort antal handelsmän med blandat skotskt och indianskt ursprung som talade gaeliska.